# Yemisi Ogunleye
Yemisi Ogunleye ( Germersheim, 30 de outubro de 1998 ) é uma atleta alemã, campeã olímpica do arremesso de peso. 
Nos Jogos Olímpicos de Paris 2024 ela conquistou a medalha de ouro com um arremesso de 20,00 m.